# Chris Travis
Крістофер Реджинальд Тревіс, більш відомий як Chris Travis — американський репер і звукорежисер з Мемфісу, штат Теннесі. 

## Інформація
Розпочав кар'єру у 2012 році як сольний виконавець на YouTube, а згодом став учасником колективу Raider Klan, який покинув у 2013 році. З того часу заснував власний незалежний лейбл Water Boyz Entertainment. Колишній учасник колективу Seshollowaterboyz, який складається із Bones, Xavier Wulf та Eddy Baker.

## Дискографія

### Міні-альбоми
- 2013 — Stay Pure
- 2014 — After Effects
- 2014 — Sea Beds (з Bones)
- 2014 — Water Talk (з P2 the Gold Mask)
- 2015 — No Trespassing (з Robb Banks)
- 2020 — 8LVLS

### Мікстейпи
- 2012 — Hell on Earth
- 2012 — Pizza & Codeine
- 2012 — 275 Greatest Hits Vol. 1 (з Raider Klan)
- 2013 — Side Effects
- 2013 — BRK Greatest Hits Vol. 2 (з Raider Klan)
- 2013 — Hidden in the Mist
- 2013 — Born in the Winter
- 2014 — Gotham City
- 2014 — Never Forget
- 2014 — Silence of Me Eternally
- 2014 — Go Home
- 2015 — Live from the East
- 2015 — See You There
- 2015 — Art of Destruction
- 2016 — The Ruined
- 2016 — Shark Boy
- 2017 — Forgive Me
- 2017 — WATERSZN
- 2018 — Water World
- 2019 — Teenage Freak Show
- 2019 — Tape of Terror
- 2020 — WATERSZN 2
- 2021 — Venom
- 2022 — 901 Fm

### Альбоми-компіляції
- 2013 — Unreleased '13
- 2018 — Soundcloud V Files, Vol. 1